# Фоліо
Фоліо (від лат. folium, «лист, аркуш»)
1. книга або журнал, форматом в аркуш або половину аркуша (Фоліант).
2. аркуш рукописної або друкованої книги, журналу або зошита, обидві сторінки якого мають той самий порядковий номер. Позначається літерою f. У книгах з письмом зліва направо (українська, англійська тощо) ліва сторінка аркуша позначається verso (v.), права — recto (r.). Наприклад: f1 r. (folio 1 recto) — лицьова (права) сторінка аркуша 1. У книгах з письмом справа наліво (китайська, арабська тощо) зворотний порядок: права сторінка — verso, ліва — recto.
3. у бухгалтерії права і ліва сторінки в рахункових книгах, що мають той самий порядковий номер.